# Matthias Lemke (Politikwissenschaftler)

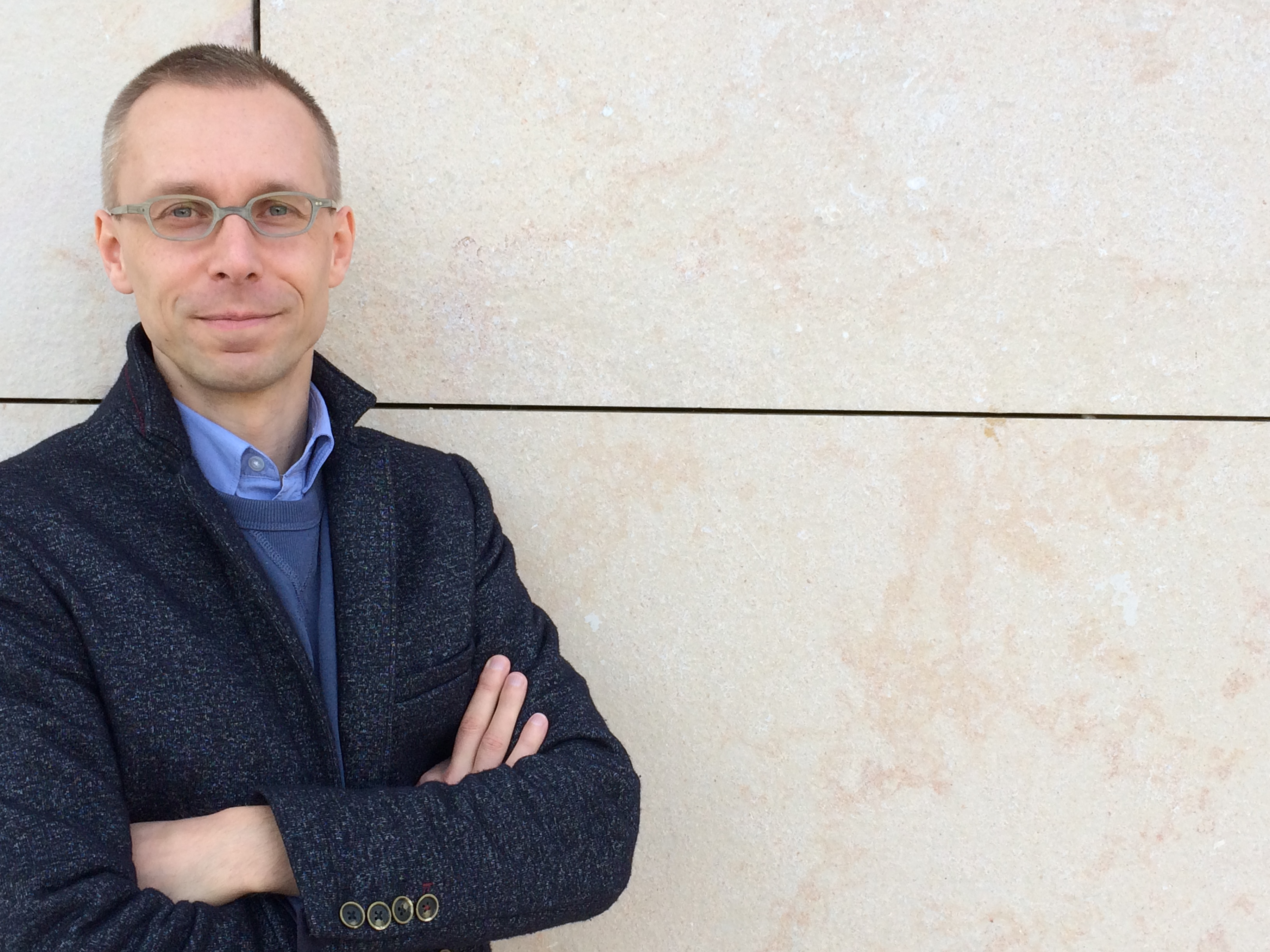
Matthias Lemke (2016)

Matthias Lemke (* 2. Juni 1978 in Gelsenkirchen) ist ein deutscher Politikwissenschaftler und Hochschullehrer. Seine Arbeitsschwerpunkte liegen im Bereich der Staats- und Gesellschaftswissenschaften, insbesondere in der Politischen Theorie und Ideengeschichte sowie in den Digital Humanities, dort in der Anwendung und Methodenreflexion von Text-Mining-Verfahren.
Er lehrt an der Akkon-Hochschule für Humanwissenschaften in Berlin in den Studiengängen Management in der Gefahrenabwehr und Führung in der Gefahrenabwehr und im Krisenmanagement.

## Leben
Nach dem Abitur am städtischen Max-Planck-Gymnasium in Gelsenkirchen studierte Lemke in den Jahren 1997 bis 2002 Politikwissenschaft, Soziologie und Neuere und Neueste Geschichte an der Westfälischen Wilhelms-Universität Münster (Abschluss Magister artium) und von 2002 bis 2003 Pensée Politique an der École doctorale von Sciences Po in Paris (Abschluss Diplôme d’études approfondies, Mastaire en Pensée politique). Er promovierte im Jahr 2007 im Rahmen einer deutsch-französischen Promotion an Sciences Po Paris und an der Universität Vechta. Während des Studiums und der Promotion war er Stipendiat der Friedrich-Ebert-Stiftung, Bonn.
Nach Stationen als Lehrkraft für besondere Aufgaben und als wissenschaftlicher Mitarbeiter in Vechta und an der Universität Duisburg-Essen wechselte er 2012 erneut an die Helmut-Schmidt-Universität in Hamburg, wo er bereits im Jahr 2009 den Aufbau und die Konzeption der Zeitschrift für Politische Theorie (ZPTh) begleitet hatte. Ab 2012 war er in Hamburg für die wissenschaftliche Koordination eines BMBF-Forschungsprojekts im Bereich Politische Theorie und Digital Humanities verantwortlich. Im Jahr 2016 habilitierte er sich an der Helmut-Schmidt-Universität mit einer kumulativen Arbeit über die Theoriegeschichte und die öffentliche Plausibilisierung von Ausnahmezuständen und erhielt die Lehrbefugnis für das Fach Politikwissenschaft. Anschließend wechselte er als Eugen-Ewig-Stipendiat ans Deutsche Historische Institut Paris und lehrte am Campus de Nancy von Sciences Po. Von 2018 bis 2022 war er hauptamtlich Lehrender am Fachbereich Bundespolizei der Hochschule des Bundes für öffentliche Verwaltung.
Parallel zu seiner Tätigkeit in Forschung und Lehre war er von 2012 bis 2017 als Rezensent und Autor bei der politikwissenschaftlichen Informationsplattform Portal für Politikwissenschaft beschäftigt, die sich in Trägerschaft der Stiftung Wissenschaft und Demokratie mit Sitz in Kiel befindet. Seit 2022 gehört er dem wissenschaftlichen Beirat der Stiftung an.
Ehrenamtlich engagiert sich Lemke in der Freiwilligen Feuerwehr der Stadt Gelsenkirchen, der er im Jahr 1996 beigetreten ist. Seit 2011 gehört er dort dem Löschzug 12 – Buer-Mitte an, seit 2018 im Dienstgrad eines Brandoberinspektors. Am 24. Mai 2019 wurde er durch den Leiter der Feuerwehr Gelsenkirchen, Michael Axinger, zum stellvertretenden Zugführer des Löschzuges 12 – Buer-Mitte ernannt. Seit dem 1. Januar 2025 ist er Zugführer des Löschzuges 16 – Resse.

## Wissenschaftliche Themen

### Demokratischer Sozialismus
Nach einer vorangegangenen Beschäftigung mit dem sogenannten „utopischen Sozialismus“, vornehmlich bei Henri de Saint-Simon, ging Lemke in seiner Dissertation der Frage nach, mit welchen Argumenten sich der demokratische Sozialismus der bolschewistischen Behauptung fortschrittsermöglichender, revolutionärer Gewalt entgegenstellte. Die als deutsch-französischer Diskursvergleich angelegte Arbeit wertete für den Zeitraum von 1890 bis 1920 Positionen von Eduard Bernstein und Karl Kautsky auf deutscher und von Jean Jaurès und Léon Blum auf französischer Seite aus.

### Ökonomisierungstechnik
Im Rahmen eines BMBF-Forschungsprojekts zum Thema Postdemokratie und Neoliberalismus untersuchte Lemke, ob und inwieweit es in der politischen Öffentlichkeit der Bundesrepublik Deutschland zu einer Zunahme ökonomischen Vokabulars gekommen ist. Hierzu wurde ein Korpus mit 3,5 Millionen deutschsprachigen Zeitungstexten ausgewertet, die den Zeitraum von 1947 bis 2012 abdeckten. Durch den Einsatz von Text-Mining-Verfahren gelang es zu zeigen, dass ökonomisches Plausibilisieren in der politischen Öffentlichkeit, entsprechend der theoretischen Annahmen der Postdemokratie-Debatte, ab dem Ende der 1970er Jahre zunimmt. Ökonomisierungstechnik im engeren Sinne bezeichnet, im Anschluss an den Begriff der Regierungstechnik bei Michel Foucault, den auf kollektiv bindende Entscheidungsfindung abzielenden Versuch der Ausübung von Deutungsmacht durch den Einsatz ökonomischen, insbesondere neoliberalen Vokabulars in der politischen Öffentlichkeit.

### Blended Reading
Im Rahmen seiner Beschäftigung mit der Anwendung von Text Mining-Verfahren auf Fragestellungen der Politischen Theorie und Ideengeschichte hat Lemke den Begriff des Blended Reading entwickelt. Hierunter versteht er eine modulare Analysestrategie, die computergestützter Textanalyse und Einzeltextlektüre prozedural verzahnt. Der Begriff soll die von Franco Moretti etablierte Dichotomie von Close- und Distant Reading überwinden.
Nach seinen bisherigen Analysen unterscheidet Lemke Text Mining-Verfahren erster, zweiter und dritter Ordnung. Als Verfahren erster Ordnung bezeichnet er die Frequenzanalyse, die es erlaubt, innerhalb eines Datenbestandes Verwendungskonjunkturen von begriffen zu identifizieren, die aber keine inhaltlichen Rückschlüsse zulässt. Als Verfahren zweiter Ordnung bezeichnet er die Kookkurrenzanalyse und das Topic Modelling, die Rückschlüsse auf den Verwendungskontext von Suchbegriffen zulassen und damit inhaltliche Aussagen ermöglichen. Verfahren dritter Ordnung sind das Machine Learning und die Annotation, insofern sie eine Weiterbearbeitung textstatistisch gewonnener Ergebnisse ermöglichen. Alle Verfahren können je nach Erkenntnisinteresse kombiniert werden. Die Lektüre begründet ausgewählter Einzeltexte ist obligatorisch.

### Ausnahmezustand

#### Grundlagen
Unter Ausnahmezustand versteht Lemke die „kriseninduzierte Ausweitung von Exekutivkompetenzen“. Staatsrechtlich betrachtet bedeutet das:

„In a legal sense, the term SoE [State of Exception] refers to a multitude of different crisis reaction mechanisms that exist in the context of differentiated statehood. These mechanisms have in common that they all enhance the government’s power of action and decision-making, if the relevant condition to call out a SoE are met. The declared aim of these instruments is to return as quickly as possible to the pre-crisis situation.“

In seinen Arbeiten untersucht er sowohl die ideengeschichtliche Dimension des Ausnahmezustandes, wie auch konkrete Anwendungsfälle in etablierten Demokratien. Von besonderem Interesse in seinen Arbeiten sind die Plausibilisierungsstrategien, die Regierungen nutzen, um in der Öffentlichkeit die – temporäre – Einschränkung von Grundrechten, beziehungsweise die Ausweitung der Kompetenzen der Exekutive zu rechtfertigen. Anhand der bislang bearbeiteten Fallstudien – Deutschland, Frankreich, Spanien, die USA, die Marshallinseln sowie die Weimarer Republik – konnte er unter anderem die Plausibilisierungsmuster Unterscheidung, Alterität, Effektivität (zeitlich, ökonomisch), Notwendigkeit, Verletzlichkeit und Insuffizienz identifizieren, die in Teilen zu unterschiedlichen Zeitpunkten wiederholt aufgetreten sind. Als besonders bedeutsam hat sich dabei die – in der Forschung immer noch unterausgeprägte – Beobachtung der langfristigen Folgen der Anwendung des Ausnahmezustandes auf die demokratische politische Kultur eines Landes erwiesen, ein Zusammenhang, den Lemke als Normalisierung des Ausnahmezustandes beschreibt.
Lemkes Arbeiten zeichnen sich durch eine enge Verzahnung von Theorie und Empirie aus. Er lehnt die rechtstheoretische Perspektive von Carl Schmitt ab, da dessen Dezisionismus, die Fokussierung auf die souveräne Entscheidungsmacht und sein Anti-Liberalismus eine Annäherung an den Ausnahmezustand über dessen diskursive Verhandlung in der politischen Öffentlichkeit nicht ermöglichen würden. Eine schleichende Normalisierung des Ausnahmezustandes, wie Lemke sie im Unterschied zu Bernard Manin hervorhebt, kann aus dieser Perspektive nicht beobachtet werden. Ebenso wenig ermöglicht sie eine Kritik übermäßiger Versicherheitlichung.

#### Gesundheitsnotstand
Hinsichtlich der Maßnahmen zum Umgang mit der Corona-Pandemie in Deutschland vertritt Lemke die These, dass die vom Deutschen Bundestag in §5 des Infektionsschutzgesetzes (IfSG) geschaffene Möglichkeit zur Feststellung einer 'epidemischen Lage von nationaler Tragweite' einem Gesundheitsnotstand gleichkommt. Dieser stellt neben dem Äußeren und dem Inneren Notstand das dritte deutsche Notstandsregime auf Bundesebene dar. Er steht in der Tradition der deutschen Notstandsgesetze, insofern diese einer Initiative der Legislative bedürfen, um wirksam zu werden.

### Grundrechte und Polizei
Seit 2018 beschäftigt sich Lemke – in der Nachfolge Martin H. W. Möllers – verstärkt mit der Grund- und Menschenrechtsausbildung bei der Polizei. Neben verfassungsrechtlichen und politikwissenschaftlichen Aspekten steht dabei insbesondere die Frage nach einer angemessenen praxisbezogenen Vermittlung der Inhalte im Vordergrund.

## Anonyme Vorwürfe wegen Polizeifeindlichkeit aus der Bundespolizei (2020ff.)
Im November 2020 wurde Lemke durch ein von ihm selbst öffentlich gemachtes, anonymes Schreiben der Vorwurf der Polizeifeindlichkeit gemacht und ihm außerdem implizit eine geistige Nähe zum Linksradikalismus unterstellt. Die Tageszeitung Neues Deutschland veröffentlichte einen Artikel über die Entwicklungen im Fall Lemke. Lemke selbst sieht sich als Opfer von Denunziation. 
In einem Bericht der Tagesschau wird dargestellt, dass der Kölner Medienrechtsanwalt Ralf Höcker den Vorwurf des Linksradikalismus im Zusammenhang mit einer von Lemke veröffentlichten Studie ebenfalls erhoben hat. Höcker vertritt mit Stephan Maninger einen Mandanten, den Lemke in einer Studie kritisierte und dessen Verfassungstreue er in Frage stellte. Die Bundespolizei, Maningers Dienstherr, holte Gutachten ein, die die Unhaltbarkeit von Lemkes Analyse belegen sollen. Mindestens einer der Gutachter soll, nach Aussage der Gewerkschaft der Polizei, jedoch befangen sein. Die GdP fordert in der Sache eine Prüfung durch Bundesinnenministerin Nancy Faeser. Die Bundespolizei lehnt die Herausgabe, geschweige denn die Veröffentlichung der Gutachten bislang ab.

## Veröffentlichungen (Auswahl)
Bücher
- Deutschland im Notstand? Politik und Recht während der Corona-Krise, Frankfurt (Main) / New York 2021.[34][35]
- (mit Martin H. W. Möllers) Grundrechte bei der Polizei. Menschenrechte in der polizeilichen Praxis. 4., aktualisierte und erweiterte Ausgabe, Frankfurt (Main) 2019.
- Demokratie im Ausnahmezustand. Wie Regierungen ihre Macht ausweiten, Frankfurt (Main), New York 2017.
- Wandel durch Demokratie. Liberaler Sozialismus und die Ermöglichung des Politischen, Wiesbaden 2012.
- Republikanischer Sozialismus. Die Positionen von Bernstein, Kautsky, Jaurès und Blum, Frankfurt (Main), New York 2008.
- Ordnung und sozialer Fortschritt. Zur gegenwartsdiagnostischen Relevanz der politischen Soziologie von Henri de Saint-Simon, Münster, Hamburg, London 2002.

Zeitschriften-Sonderbände
- (mit Verena Frick, Oliver Lembcke und Sebastian Wolf), Recht politikwissenschaftlich erforschen, Berlin 2020 (=Recht und Politik (RuP), Beiheft 5).
- (mit Ece Göztepe und Olivier Cahn) New Normality? State of Exception as Contemporary Government Technique, Wiesbaden 2018 (=Zeitschrift für Politikwissenschaft (ZPol), 28(4)).

Sammelbände
- (mit Robert van Ooyen) Grundrechte – Menschenrechte – Polizei. Perspektiven im Spannungsfeld von Sicherheit und Freiheit. Festschrift für Martin H. W. Möllers, Wiesbaden 2022.
- Ausnahmezustand. Theoriegeschichte – Anwendungen – Perspektiven, Wiesbaden 2017.
- (mit Annette Förster), Die Grenzen der Demokratie. Gegenwartsdiagnosen zwischen Politik und Recht, Wiesbaden 2017.
- (mit Gregor Wiedemann), Text Mining in den Sozialwissenschaften. Grundlagen und Anwendungen zwischen qualitativer und quantitativer Diskursanalyse, Wiesbaden 2016.
- (mit Oliver Schwarz, Toralf Stark und Kristina Weissenbach), Legitimitätspraxis. Politikwissenschaftliche und soziologische Perspektiven, Wiesbaden 2016.
- (mit Claudia Ritzi und Gary S. Schaal), Die Ökonomisierung der Politik in Deutschland. Eine vergleichende Politikfeldanalyse, Wiesbaden 2013.
- Die gerechte Stadt. Politische Gestaltbarkeit verdichteter Räume, Stuttgart 2012.

Aufsätze (Auswahl)
- (mit Daniel Peters) „Ethno-religiöse Brückenköpfe“, „postheroische Handlungseunuchen“ und die „Selbsterhaltung des Volkes in seiner optimalen Form“. Neurechte Positionen und ihre Verbreitungsstrategie in den Schriften des Bundespolizei-Professors Stephan Maninger, in: Jahrbuch Öffentliche Sicherheit (JBÖS), 2022/23, 37–97.[31][36]
- Notstandsföderalismus. Ausgewählte verfassungsrechtliche Regelungen der Länder im Notstandsfall, in: Recht und Politik, 2021, 57(1), 16–25.
- Ausnahmezustand, in: Die Zeit, 26. März 2020 (14), 17.
- Die Empirie von Ausnahmezuständen. Grenzziehungen zwischen Demokratierettung und Normalisierung, in: Kriminologisches Journal (KrimJ), 2019, 51(4), 290–299.
- What does state of exception mean? A definitional and analytical approach, in: Zeitschrift für Politikwissenschaft (ZPol), 2018, 28(4), 373–384.
- (mit Annette Förster) Notwehr als Legitimationsquelle staatlichen Handelns. Eine Sondierung, in: Michael Hein / Felix Petersen / Silvia von Steinsdorff (Hg.), Die Grenzen der Verfassung. Sonderband der Zeitschrift für Politik, Baden-Baden 2018, 171–184.
- (mit Claudia Ritzi) Is there no alternative? The discoursive formation of neoliberal power, in: Cybernetics & Human Knowing, 2015, 22(4), 55–82.
- Ausnahmezustände als Dispositiv demokratischen Regierens. Eine Querschnittsanalyse am Beispiel der USA, in: Zeitschrift für Politikwissenschaft (ZPol), 2012, 22(3), 307–331.
- Das alternate law der Demokratie. Begründungspraktiken für Ausnahmezustände in den USA und Spanien, in: Zeitschrift für Politik (ZfP), 2011, 58(4), 369–392.

Blog
- Demokratie im Ausnahmezustand / Democracy and the State of exception / La démocratie dans l'état d'exception, emergency.hypotheses.org, ISSN 2569-0272. (am 2. Februar 2022 eingestellt).